# Grisaleña
Grisaleña – gmina w Hiszpanii, w prowincji Burgos, w Kastylii i León, o powierzchni 16,35 km². W 2011 roku gmina liczyła 39 mieszkańców.